# Tom Hedegaard
Tom Hedegaard (Frederiksberg, 16 d'abril de 1942 - Ugledige, Præstø 6 d'agost de 1998) és un guionista i director de cinema danès.

## Biografia
És fill de l'escultor Johannes Hedegaard, fou contractat com a ajudant de direcció de Nordisk Film des del 1960 i va treballar amb directors com Erik Balling, Palle Kjærulff-Schmidt o Henning Carlsen. El 1970 va dirigir el seu primer llargmetratg Ska' vi lege skjul?. Juntament amb Ebbe Langberg i Erik Balling, va ser un dels directors de la sèrie de televisió Huset på Christianshavn. Als Premis Robert de 1991, va rebre un premi honorífic pels seus serveis al cinema danès. El 1998 va assumir la direcció de la pel·lícula Olsen-bandens sidste stik per a Erik Balling, que ja no participava activament per motius de salut. Poc abans d'acabar el rodatge, després que el projecte ja hagués estat capaç de fer front a la mort de l'actor Poul Bundgaard, Hedegaard va morir als 56 anys d'una hemorràgia cerebral. Morten Arnfred va assumir la seva posició durant la resta del rodatge fins a finals d'agost de 1998.

## Filmografia
- Ska' vi lege skjul? (1970)
- Huset på Christianshavn (1970-1977)
- Affæren i Mølleby (1976)
- Skytten (1977)
- Når engle elsker (1985)
- Landsbyen (1993-1996)
- Olsen-bandens sidste stik (1998)